# Đá đúc

## Đặc điểm
Vật liệu này chứa đựng nhiều tính chất ưu việt như tính chịu mòn cao, tính chịu axít, chịu kiềm, chịu nhiệt lớn nên hoạt động tốt trong môi trường mài mòn, nhiệt độ cao, độ ẩm, độ bụi, tải trọng cơ học...

## Sử dụng
Hiện nay, trên thế giới vật liệu này được sử dụng trong các ngành công nghiệp khai khoáng mỏ, luyện kim, năng lượng, công nghiệp hoá học, chế tạo máy chẳng hạn như chế tạo tấm đệm để bọc lót các đường ống bảo vệ thiết bị khỏi tác động của mài mòn về hóa chất, ma sát; dùng để bọc lót các buồng, tháp gió xoáy, máy xoáy thủy lực; sản xuất thùng lưu giữ các phế thải của nguyên liệu hạt nhân và nhiều thứ khác.
Đá đúc được chế tạo dưới nhiều dạng khác nhau phụ thuộc vào yêu cầu sử dụng. Nhiều hơn cả là đá đúc chịu mòn (nhiệt độ công tác lên tới 2000C) và đá đúc chịu nhiệt, nhiệt độ đạt tới 800-900C. 
Trong sự tác động thường xuyên của các yếu tố nêu trên, các sản phẩm từ đá đúc chứng tỏ có khả năng làm việc và tuổi thọ hơn hẳn các sản phẩm từ vật liệu truyền thống như thép, gang, bê tông cốt sắt, gạch chịu lửa.
Tại Việt Nam, đá đúc là một loại vật liệu mới chưa được sử dụng rộng rãi, cũng như chưa tìm thấy công ty nào sản xuất loại vật liệu này.
Theo các chuyên gia khoa học, đá đúc là loại vật liệu sẽ được sử dụng rộng rãi trong tương lai do tính ưu việt và chi phí thấp của nó.